# 宮ケ谷
宮ケ谷（みやがや）は、神奈川県横浜市西区の町名。「丁目」のない単独行政地名。住居表示未実施区域。面積は0.135km2。

## 地理
西区の北西部に位置し、北東に北軽井沢、東に南軽井沢、南東に浅間町、南に浅間台、西に保土ケ谷区鎌谷町、北に神奈川区三ツ沢西町と接している。

## 歴史

### 沿革
- 1932年（昭和7年）1月1日 - 青木町の一部を分離し、宮ケ谷を新設。横浜市神奈川区宮ケ谷となる[6]。
- 1936年（昭和11年）11月1日 - 浅間町の一部を宮ケ谷に編入[7]。
- 1943年（昭和18年）12月1日 - 区域変更により、中区に編入。横浜市中区宮ケ谷となる[8]。
- 1944年（昭和19年）4月1日 - 西区の新設に伴い、中区から分区。横浜市西区宮ケ谷となる[9]。
- 1958年（昭和33年）3月4日 - 北軽井沢の一部を宮ケ谷に編入[10]。
- 1970年（昭和45年）
  - 6月1日 - 宮ケ谷の一部を神奈川区三ツ沢西町へ編入[11]。
  - 8月1日 - 浅間町、浅間台の各一部を宮ケ谷に編入。宮ケ谷の一部を南軽井沢へ編入[12]。

## 世帯数と人口
2025年（令和7年）3月31日現在（横浜市発表）の世帯数と人口は以下の通りである。
| 町丁   | 世帯数    | 人口    |
| ------ | --------- | ------- |
| 宮ケ谷 | 1,619世帯 | 3,283人 |

### 人口の変遷
国勢調査による人口の推移。
| 年                 | 人口  |
| ------------------ | ----- |
| 1995年（平成7年）  | 2,892 |
| 2000年（平成12年） | 2,699 |
| 2005年（平成17年） | 3,620 |
| 2010年（平成22年） | 3,656 |
| 2015年（平成27年） | 3,240 |
| 2020年（令和2年）  | 2,653 |

### 世帯数の変遷
国勢調査による世帯数の推移。
| 年                 | 世帯数 |
| ------------------ | ------ |
| 1995年（平成7年）  | 1,111  |
| 2000年（平成12年） | 1,117  |
| 2005年（平成17年） | 1,486  |
| 2010年（平成22年） | 1,513  |
| 2015年（平成27年） | 1,383  |
| 2020年（令和2年）  | 1,252  |

## 学区
市立小・中学校に通う場合、学区は以下の通りとなる（2024年11月時点）。
| 番・番地等 | 小学校             | 中学校               |
| ---------- | ------------------ | -------------------- |
| 全域       | 横浜市立宮谷小学校 | 横浜市立軽井沢中学校 |

## 事業所
2021年現在の経済センサス調査による事業所数と従業員数は以下の通りである。
| 町丁   | 事業所数 | 従業員数 |
| ------ | -------- | -------- |
| 宮ケ谷 | 45事業所 | 328人    |

### 事業者数の変遷
経済センサスによる事業所数の推移。
| 年                 | 事業者数 |
| ------------------ | -------- |
| 2016年（平成28年） | 34       |
| 2021年（令和3年）  | 45       |

### 従業員数の変遷
経済センサスによる従業員数の推移。
| 年                 | 従業員数 |
| ------------------ | -------- |
| 2016年（平成28年） | 192      |
| 2021年（令和3年）  | 328      |

## 交通

### 道路

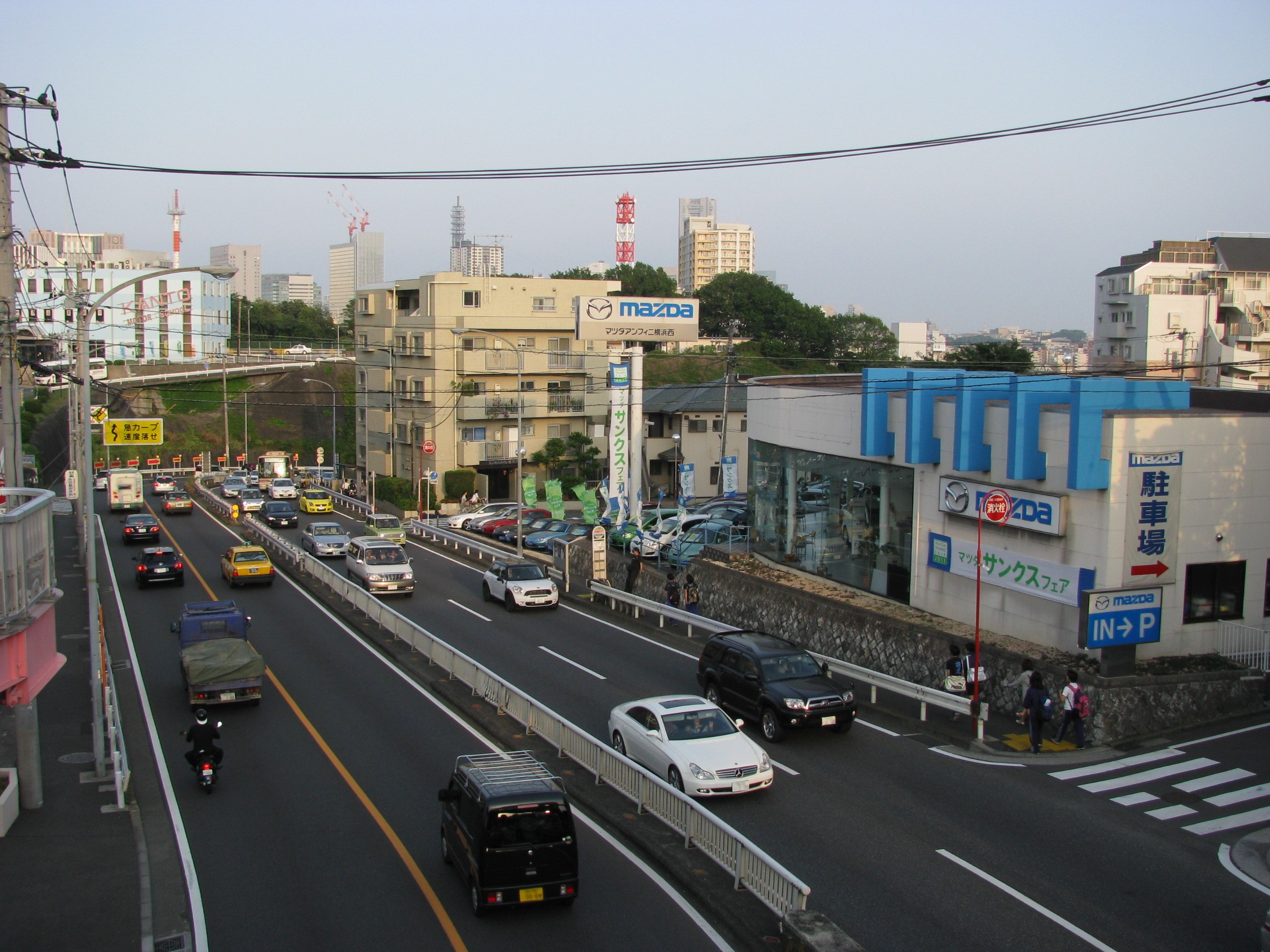
新横浜通りの坂から下を見る。右側マンション街は宮ケ谷。

- 新横浜通り（神奈川県道13号横浜生田線）

## 施設
- 横浜市立宮谷小学校
- 横浜市立市民病院管理棟

町名の元となった浅間神社（浅間町所在）は、南側に隣接する。

## その他

### 日本郵便
- 郵便番号：220-0006[3]（集配局：神奈川郵便局[23]）

### 警察
町内の警察の管轄区域は以下の通りである。
| 番・番地等 | 警察署     | 交番・駐在所 |
| ---------- | ---------- | ------------ |
| 全域       | 戸部警察署 | 浅間町交番   |